# ساتومي أكيساكا
ساتومي أكيساكا (明坂聡美 أكيساكا ساتومي) هي مؤدية أصوات يابانية ولدت في 2 يناير 1988 في سايتاما.

## أدوارها في الأنمي

### مسلسلات أنمي تلفزيونية
- كاتيكيو هيتمان ريبورن! - كروم دوكورو
- سيكيريه - كونو
- النجم المحظوظ - ماتسوري هيراغي
- سوزوكا - ميهو فوجيكاوا
- موشيشي - نامي (من طرف البحر)
- اليوم في صف 5-2 - يوكي أسانو
- كوي كازي - فوتابا أنزاي
- شوجو شارا - مانامي، بارو, كوتوني هيمينو
- شوغو كارا!! دوكي - مانامي، نامي
- غوين ساغا - ميايل
- ليفل E - ميهو إيدوغاوا
- آخر (رواية) - سان واتانابي
- حماس كرة القدم - سوزو أوتا
- الملعقة الفضية - ناكايا
- أوبرا المحققين ميلكي هولمز - هنرييت ميستير/أرسين
- أكامي غا كيل! - إسديث

## أدوارها في الدبلجة اليابانية
- ترانسفورمرز أنيميتد - ساري سامداك

## وصلات خارجية
- ساتومي أكيساكا على موقع IMDb (الإنجليزية)
- ساتومي أكيساكا على موقع ميوزك برينز (الإنجليزية)
- ساتومي أكيساكا على موقع ديسكوغز (الإنجليزية)
- ساتومي أكيساكا على موقع قاعدة بيانات الفيلم (الإنجليزية)
- ساتومي أكيساكا على موقع كينوبويسك (الروسية)
- ساتومي أكيساكا على موقع ANN person (الإنجليزية)